# 대한민국-불가리아 관계
대한민국과 불가리아는 1990년 3월 23일에 외교관계를 수립하였다. 그 전까지 대한민국은 공산주의 국가들과는 수교를 하지 않았기에 불가리아와 별다른 접점이 없었고, 불가리아 또한 북한과 1948년부터 단독 수교를 한 상태였다. 그러다 소련이 붕괴하고 남한의 북방 정책이 이루어지면서 동유럽 국가들과 수교를 하게 되었는데, 불가리아도 이중 하나였다. 2015년에는 수교 25년만에 불가리아 대통령이 방한하였으며 국방장관회담을 가졌다. 2020년에는 양국은 수교 30주년을 기념하였으며, 코로나19 바이러스가 발생하는 가운데 한국은 불가리아에 의료품을 지원하였다. 그 외에도 불가리아 문화전을 한국국제교류재단이 개최하며 문화적 교류를 지속하고 있다.

## 관계 발전
- 1990년 외교관계 수립
- 2015년 포괄적 미래지향적 동반자 관계 격상

## 같이 보기
- 대한민국의 대외 관계
- 대한민국-유럽 연합 관계